# Референдумы в Швейцарии (1952)
Референдумы в Швейцарии проходили 2 и 30 марта, 20 апреля, 18 мая, 6 июля, 5 октября и 23 ноября 1952 года. 2 марта прошёл референдум по федеральной резолюции об изменении лицензионных требований для открытия новых питейных заведений. Резолюция была отклонена 54% голосов. Референдум 30 марта по федеральному закону о помощи сельскому хозяйству и фермерским коммунам был одобрен 54% голосов. Апрельский референдум по гражданской инициативе о налоге на продажу биржевых товаров был отвергнут 81% голосов. Майский референдум по гражданской инициативе о финансировании вооружений и защите социальных достижений был также отвергнут 56% голосов. Июльский референдум по федеральной резолюции о покрытии расходов на оружие был отклонён 58% голосов. В октябре проходили референдумы по поправке к федеральному закону о страховании по старости и потере кормильца, касающейся налога на табак, и по установлению в зданиях бомбоубежищ. Первый был одобрен 68% голосов, тогда как второй был отклонён 85% голосов. В ноябре прошли референдумы по ограничению продления контроля за некоторыми ценами и по федеральной резолюции по хлебозаготовкам. Оба были одобрены.

## Результаты

### Март; Изменение лицензирования новых питейных заведений
| Выбор                                | Голосов   | %    |
| ------------------------------------ | --------- | ---- |
| За                                   | 248 318   | 46,1 |
| Против                               | 290 520   | 53,9 |
| Пустых бюллетеней                    | 27 302    | –    |
| Недействительных бюллетеней          | 1 354     | –    |
| Всего                                | 567 494   | 100  |
| Зарегистрированных избирателей/ Явка | 1 415 536 | 40,1 |
| Источник: Nohlen & Stöver            |           |      |

### Март: Федеральный закон по сельскому хозяйству
| Выбор                                | Голосов   | %    |
| ------------------------------------ | --------- | ---- |
| За                                   | 483 583   | 54,0 |
| Против                               | 411 178   | 46,0 |
| Пустых бюллетеней                    | 13 253    | –    |
| Недействительных бюллетеней          | 1 826     | –    |
| Всего                                | 909 840   | 100  |
| Зарегистрированных избирателей/ Явка | 1 418 381 | 64,1 |
| Источник: Nohlen & Stöver            |           |      |

### Апрель:  Налог на продажу биржевых товаров
| Выбор                                | Общее голосование | Общее голосование | Кантоны | Кантоны | Кантоны |
| Выбор                                | Голосов           | %                 | Полных  | Полу-   | Всего   |
| ------------------------------------ | ----------------- | ----------------- | ------- | ------- | ------- |
| За                                   | 129 243           | 19,0              | 0       | 0       | 0       |
| Против                               | 552 122           | 81,0              | 19      | 6       | 22      |
| Пустых бюллетеней                    | 13 769            | –                 | –       | –       | –       |
| Недействительных бюллетеней          | 1 360             | –                 | –       | –       | –       |
| Всего                                | 696 494           | 100               | 19      | 6       | 22      |
| Зарегистрированных избирателей/ Явка | 1 417 918         | 49,1              | –       | –       | –       |
| Источник: Nohlen & Stöver            |                   |                   |         |         |         |

### Май: Инициатива по вооружениям и социальным достижениям
| Выбор                                | Общее голосование | Общее голосование | Кантоны | Кантоны | Кантоны |
| Выбор                                | Голосов           | %                 | Полных  | Полу-   | Всего   |
| ------------------------------------ | ----------------- | ----------------- | ------- | ------- | ------- |
| За                                   | 328 341           | 43,7              | 3       | 2       | 4       |
| Против                               | 422 255           | 56,3              | 16      | 4       | 18      |
| Пустых бюллетеней                    | 12 869            | –                 | –       | –       | –       |
| Недействительных бюллетеней          | 1 376             | –                 | –       | –       | –       |
| Всего                                | 764 841           | 100               | 19      | 6       | 22      |
| Зарегистрированных избирателей/ Явка | 1 418 727         | 53,9              | –       | –       | –       |
| Источник: Nohlen & Stöver            |                   |                   |         |         |         |

### Июль: Расходы на оружие
| Выбор                                | Общее голосование | Общее голосование | Кантоны | Кантоны | Кантоны |
| Выбор                                | Голосов           | %                 | Полных  | Полу-   | Всего   |
| ------------------------------------ | ----------------- | ----------------- | ------- | ------- | ------- |
| За                                   | 256 195           | 42,0              | 3       | 0       | 3       |
| Против                               | 353 522           | 58,0              | 16      | 6       | 19      |
| Пустых бюллетеней                    | 16 798            | –                 | –       | –       | –       |
| Недействительных бюллетеней          | 881               | –                 | –       | –       | –       |
| Всего                                | 627 396           | 100               | 19      | 6       | 22      |
| Зарегистрированных избирателей/ Явка | 1 419 573         | 44,2              | –       | –       | –       |
| Источник: Nohlen & Stöver            |                   |                   |         |         |         |

### Октябрь: Страхование по старости и потере кормильца
| Выбор                                | Голосов   | %    |
| ------------------------------------ | --------- | ---- |
| За                                   | 492 885   | 68,0 |
| Против                               | 232 007   | 32,0 |
| Пустых бюллетеней                    | 22 427    | –    |
| Недействительных бюллетеней          | 1 233     | –    |
| Всего                                | 748 552   | 100  |
| Зарегистрированных избирателей/ Явка | 1 422 239 | 52,6 |
| Источник: Nohlen & Stöver            |           |      |

### Октябрь: Устройство бомбоубежищ
| Выбор                                | Голосов   | %    |
| ------------------------------------ | --------- | ---- |
| За                                   | 110 681   | 15,5 |
| Против                               | 603 917   | 84,5 |
| Пустых бюллетеней                    | 32 724    | –    |
| Недействительных бюллетеней          | 1 230     | –    |
| Всего                                | 748 552   | 100  |
| Зарегистрированных избирателей/ Явка | 1 422 239 | 52,6 |
| Источник: Nohlen & Stöver            |           |      |

### Ноябрь: Контроль за ценами
| Выбор                                | Общее голосование | Общее голосование | Кантоны | Кантоны | Кантоны |
| Выбор                                | Голосов           | %                 | Полных  | Полу-   | Всего   |
| ------------------------------------ | ----------------- | ----------------- | ------- | ------- | ------- |
| За                                   | 489 461           | 62,8              | 14      | 2       | 15      |
| Против                               | 289 837           | 37,2              | 5       | 4       | 7       |
| Пустых бюллетеней                    | 21 818            | –                 | –       | –       | –       |
| Недействительных бюллетеней          | 2 160             | –                 | –       | –       | –       |
| Всего                                | 803 276           | 100               | 19      | 6       | 22      |
| Зарегистрированных избирателей/ Явка | 1 423 658         | 56,4              | –       | –       | –       |
| Источник: Nohlen & Stöver            |                   |                   |         |         |         |

### Ноябрь: Хлебообеспечение
| Выбор                                | Общее голосование | Общее голосование | Кантоны | Кантоны | Кантоны |
| Выбор                                | Голосов           | %                 | Полных  | Полу-   | Всего   |
| ------------------------------------ | ----------------- | ----------------- | ------- | ------- | ------- |
| За                                   | 583 546           | 75,6              | 19      | 5       | 21,5    |
| Против                               | 188 044           | 24,4              | 0       | 1       | 0,5     |
| Пустых бюллетеней                    | 29 537            | –                 | –       | –       | –       |
| Недействительных бюллетеней          | 2 149             | –                 | –       | –       | –       |
| Всего                                | 803 276           | 100               | 19      | 6       | 22      |
| Зарегистрированных избирателей/ Явка | 1 423 658         | 56,4              | –       | –       | –       |
| Источник: Nohlen & Stöver            |                   |                   |         |         |         |